# Жовтень 2018
Жовтень 2018 — десятий місяць 2018 року, що розпочався в понеділок 1 жовтня та закінчився в середу 31 жовтня.

## Події
- 1 жовтня
  - В Україні розпочався осінній призов на строкову службу в армії, який триватиме до 31 грудня 2018 року[1].
  - Нобелівську премію з фізіології або медицини отримали американець Джеймс Еллісон і японець Тасуку Хьондзе за відкриття терапії раку[2].
- 2 жовтня
  - Нобелівську премію з фізики отримали науковці Артур Ешкін, Жерар Муру і Донна Стрікленд[3].
  - МЗС України спільно з Центром стратегічних комунікацій «StratCom Ukraine» розпочало онлайн кампанію «#CorrectUA», в рамках якої звертатиметься до іноземних ЗМІ з метою коригування правопису міста Київ (#KyivNotKiev)[4].
- 3 жовтня
  - Нобелівську премію з хімії отримали науковці Френсіс Арнольд, Джордж Сміт і Грег Вінтер за «направлену еволюцію[en] ферментів та антитіл»[5].
- 4 жовтня
  - Верховна Рада затвердила вітання «Слава Україні!» в армії та поліції[6].
  - Сенат США одностайним рішенням ухвалив резолюцію, де Голодомор 1932—1933 рр. визнається геноцидом українського народу[7].
  - У столиці Інгушетії — місті Магас — відбувся багатотисячний мітинг проти обміну територіями з Чеченською республікою[8].
- 5 жовтня
  - Нобелівську премію миру отримали Деніс Муквеге та Надія Мурад за боротьбу проти використання сексуального насилля як зброї війни та збройних конфліктів[9].
  - У Києві пройшов 56-й Конгрес Всесвітньої боксерської ради (WBC), що зібрав понад 600 учасників зі 164 країн світу та численних зірок боксу[10].
  - Олег Сенцов припинив голодування терміном 145 днів[11].
  - На жіночій шаховій олімпіаді в Батумі збірна України здобула срібні медалі[12].
- 6 жовтня
  - Сумчанка Іванна Клєцова здобула титул «Міні-Міс світу-талант 2018» у Греції[13].
  - У Гаїті стався землетрус магнітудою в 5,9 балів[14].
  - Розпочалися Літні юнацькі Олімпійські ігри 2018 в Буенос-Айресі (Аргентина).
  - У Болгарії вбита журналістка Вікторія Марінова, яка займалась розслідуванням розкрадання коштів з фондів Європейського Союзу[15].
  - У Барселоні померла оперна співачка Монсеррат Кабальє[16]
- 7 жовтня
  - День працівників освіти в Україні[17].
- Загальні вибори в Боснії і Герцеговині 2018
- 8 жовтня
  - Премію імені Нобеля з економіки отримали американці Вільям Нордгауз — за дослідження впливу кліматичних змін при довгостроковому макроекономічному аналізі та Пол Ромер — за дослідження впливу технологічних інновацій при довгостроковому макроекономічному аналізі[18].
  - У Києві стартував 16-й Міжнародний фестиваль православного кіно «Покров», що буде ривати до 11 жовтня 2018 року[19].
- 9 жовтня
  - Внаслідок пожежі на складі боєприпасів у Дружбі у Чернігівській області евакуювали 10 тисяч людей[20].
  - У Південному Судані «Новий Заповіт» було перекладено тисячною мовою світу. Нею стала мова Келико[21].
- 11 жовтня
  - Аварія пілотованого космічного корабля «Союз МС-10»: через дві хвилини після запуску відбулося аварійне вимкнення двигунів другого ступеня ракети та здійснено екстрену посадку спускного апарата з двома космонавтами. Космонавти живі та почувають себе задовільно.[22]
  - Вселенський Патріархат скасував дію синодального листа 1686 року, який підпорядкував Київську митрополію Московському патріархату та підтримав надання автокефалії Українській православній церкві[23].
  - Внаслідок урагану Майкл у США, постраждало понад 1,5 млн осіб. Він став третім за потужністю ураганом за всю історію США.[24]
  - Китайська влада офіційно визнала існування «таборів перевиховання» уйгурів у Сіньцзян-Уйгурському автономному районі[25].
- 12 жовтня
  - Шведська Нова академія присудила альтернативну Нобелівську премію з літератури французькій письменниці Маріз Конде[26].
  - У Дніпрі відкрився перший всеукраїнський фестиваль ковальського мистецтва Koval Fest[27]
- 13 жовтня
  - В Іраку понад 110 тисяч людей отруїлися питною водою[28].
- 14 жовтня
  - День захисника України; святковий день в Україні (офіційний державний вихідний), також збігається зі святом Покрови Пресвятої Богородиці[29][30].
  - Даяна Ястремська виграла тенісний турнір серії WTA у Гонконзі і стала наймолодшою українкою, кому підкорювалося таке досягнення[31].
- 15 жовтня
  - Російська православна церква розірвала відносини з Константинополем після того, як Вселенський патріарх підтримав надання автокефалії Українській православній церкві[32].
  - Офіційно почався опалювальний сезон в Україні згідно з відповідним рішенням Кабміну[33]
- 16 жовтня
  - Помер видатний український футболіст та тренер Олег Базилевич[34].
  - Під час міжнародних навчань «Чисте небо — 2018» у Вінницькій області зазнав катастрофи літак Повітряних Сил ЗСУ Су-27УБ, загинуло двоє пілотів: один — військовослужбовець ЗСУ, другий — Повітряних сил Національної гвардії США.[35]
- 17 жовтня
  - Українці Василь Ломаченко та Володимир Кличко визнані найкращими боксерами 21-го століття у своїх вагових категоріях за версією видання Max Boxing[36].
  - Лауреатом Букерівської премії 2018 року стала англійська письменниця Анна Бернс. Приз отримав її роман «Молочник».[37]
  - У результаті масового вбивства в політехнічному коледжі Керчі загинуло 20 осіб, поранено близько 50.[38]
- 18 жовтня
  - Верховна Рада України ухвалила рішення про передачу Андріївської церкви Вселенському Патріархату[39].
  - На Літніх юнацьких Олімпійських іграх Україна здобула 23 нагороди: 7 золотих та по 8 срібних і бронзових[40].
  - Федеральне авіаційне управління США дозволило американським авіакомпаніям відновити польоти до трьох українських аеропортів: Харкова, Дніпра та Запоріжжя[41].
- 19 жовтня
  - На літніх юнацьких олімпійських іграх 2018 року, що завершилися Буенос-Айресі, збірна України посіла 10-е загальнокомандне місце, завоювавши 23 медалі, з них 7 золотих, 8 срібних, 8 бронзових[42]
- 20 жовтня
  - Європейське космічне агентство запустило міжпланетну станцію BepiColombo для дослідження Меркурія[43].
  - Влада Саудівської Аравії через 18 днів після зникнення журналіста Джамаля Хашоґджі визнала, що його було вбито у консульстві країни в Стамбулі[44].
  - У автокатастрофі під Києвом загинула українська акторка Марина Поплавська, учасниця проектів «Дизель Студіо»[45][46]
- 22 жовтня
  - Біля берегів Мексики вирує ураган Вілла[47].
  - Український фільм «Вулкан» режисера Романа Бондарчука отримав приз «Дракон ховається» на другому міжнародному кінофестивалі «Тигр підкрадається, дракон ховається» в китайському місті Пін'яо[48]
  - Український фільм «Штангіст» режисера Дмитра Сухолиткого-Собчука здобув гран-прі в конкурсній програмі короткометражних фільмів 34-го Варшавського міжнародного кінофестивалю[49]
- 23 жовтня
  - У Китаї відкрили найдовший у світі морський міст Гонконг — Чжухай — Макао[50].
  - До 30 вболівальників російського футбольного клубу ЦСКА постраждали в столиці Італії Римі через поломку ескалатора на станції метро.[51].
  - Після чергового ненадання прав на мовлення Нацрадою, цього разу у місті Кривий Ріг, «Громадське радіо» розпочало марафон зі збору коштів «Чесні новини у час передвиборчої брехні» на платформі «Спільнокошт»[52]
- 24 жовтня
  - Українка Алла Черкасова стала чемпіонкою світу з боротьби на чемпіонаті світу 2018, що проходив у Будапешті[53].
- 25 жовтня
  - Олег Сенцов був удостоєний Премії імені Андрія Сахарова за свободу думки Європарламенту[54].
  - Президент України Петро Порошенко провів зустріч з трьома екс-президентами країни Леонідом Кравчуком, Леонідом Кучмою та Віктором Ющенком[55]
  - Верховний суд у Мадриді повідомив, що дев'ятьом підсудним у справі відділення Каталонії від Іспанії в жовтні 2017 року загрожує позбавлення волі на термін до 25 років[56].
  - Новим президентом Ефіопії вперше в історії країни стала жінка — дипломат Сахле-Ворк Зевде[57].
  - Українська тенісистка Еліна Світоліна стала першою в історії представницею України, що вийшла до півфіналу Підсумкового турніру з тенісу в Сінгапурі, перемігши в усіх трьох матчах групового турніру[58]
- 26 жовтня
  - У російській Вікіпедії відновили статтю «Путін — хуйло!» після 4 років невизнання будь-яких джерел авторитетними для цього розділу[59].
  - Президент Білорусі Олександр Лукашенко у ході виступу на Форумі регіонів в Гомелі, заявив, що Білорусь готова включитися в конфлікт між Україною і Російською Федерацією для його вирішення[60]
  - Україна і Білорусь підписали угоду про реадмісію та угоду між Міністерством молоді та спорту України і Міністерством спорту і туризму Білорусі про співробітництво[61].
  - Помер радянський та російський актор театру і кіно Микола Караченцов[62].
  - Петро Порошенко призначив нового керівника Головного управління СБУ у Закарпатській (Володимира Пахнюка), Донецькій та Луганській (Олександра Карпенка), та Вінницькій (Олега Зозулю) областях.[63][64][65]
- 27 жовтня
  - На Іграх нескорених у Сіднеї українці вибороли 20 медалей, серед яких 7 золотих, 10 срібних та 3 бронзові[66].
  - У результаті стрілянини[en] в синагозі у Піттсбурзі загинуло 11 людей, 7 поранено[67].
  - У катастрофі гелікоптера в Англії загинуло 5 людей, серед яких власник футбольного клубу «Лестер Сіті» тайський мільярдер Вішаї Шрівадданапрабха[68].
  - В Україні набув чинності закон про рівні права і можливості чоловіків і жінок при проходженні служби в армії та інших військових формуваннях[69]
- 28 жовтня
  - Українська тенісистка Еліна Світоліна вперше серед представників України перемогла у фіналі Підсумкового турніру з тенісу в Сінгапурі[70].
  - Перший тур президентських виборів у Грузії. До другого туру пройшли Саломе Зурабішвілі та Грігол Вашадзе[71].
  - На виборах президента Бразилії[en] переміг кандидат від праворадикальної партії Жаїр Болсонару[72].
  - Під час Гран-прі Мексики Льюїс Гамільтон достроково став чемпіоном Формули-1 2018 року та став п'ятикратним чемпіоном світу з автогонок у класі Формула-1[73].
- 29 жовтня
  - У результаті катастрофи в Індонезії пасажирського літака Boeing 737 авіакомпанії Lion Air, що летів з Джакарти в Панкалпінанг, загинуло 188 людей[74][75].
  - Компанія IBM оголосила про купівлю Red Hat[76].
  - Ангела Меркель підтвердила відмову балотуватися в п'ятий раз на посаду канцлера Німеччини у 2021 році.[77]
- 30 жовтня
  - Новим головою Київської обласної державної адміністрації призначено Олександра Терещука.[78]
  - У ніч на 30 жовтня в Києві зафіксований температурний рекорд, вдруге за 137 років було +12,2 градуса [79]
- 31 жовтня
  - В індійському штаті Гуджарат відкрили найвищу у світі Статую Єдності (182 м), присвячену державному діячеві Валлаббхаї Пателю[80].
  - Верховний Суд Пакистану виправдав і відпустив на свободу раніше засуджену до смертної кари за богохульство Асію Бібі[81]